# 인텔 터보 메모리
인텔 터보 메모리(Intel Turbo Memory)는 터보 메모리라고 부르며 인텔사에서 만든 이 터보 메모리는 차세대 운영 체제인 윈도우 비스타를 지원하고 윈도우 비스타의 레디부스트나 레디드라이브를 지원해 시동 속도를 올려주고 PC의 속도를 올리며, HDD의 처리할 정보를 나누어 처리하여 HDD의 회전을 줄여서 전기요금을 줄일 수 있다. 그리고 노트북에서 AHCI라는 것까지 지원하고 여러 가지로 노트북 제조사에서 터보메모리를 최종적으로 지원해야만 터보메모리를 꽂을 수 있고, 노트북 제조사마다 터보메모리를 넣는 곳도 있고 안 넣는 곳도 있으며, 제조사마다 각 모델별로 단 것도 있고 안 단 것도 있다.
터보메모리를 꽂기 위해서는 제조사에 터보메모리를 꽂을 수 있는지 물어보고 난 다음 꽂는 것이 올바르다. 인텔의 모바일 플랫폼인 센트리노, 센트리노2에 옵션으로 들어가 있으며, 4GB의 용량까지 출시되었으나, SSD 시장이 활성화되며 급격히 수요가 줄어들었다.

## 출시된 메모리 용량
- 1GB - 인텔 센트리노 산타로사 플랫폼에 옵션으로 부착
- 2GB - 인텔 센트리노2 몬테비나 플랫폼에 옵션으로 부착
- 4GB - 인텔 센트리노2 몬테비나(펜린) 플랫폼에 옵션으로 부착

## 터보메모리를 장착한 데스크톱
LG 전자의 새로운 데스크톱을 선보였는데 S10과 R10 시리즈이다. LG는 몬테비나 시리즈 노트북 들을 만들었는데 데스크톱에 터보메모리를 달았다. 보통 노트북에 들어가는데 이번은 신기하게 데스크톱에 터보메모리를 달았다는 게 큰 특징이다. 터보메모리를 달아 부팅시간을 단축시키고 속도를 향상시켰다. (2007년 기준)

## 터보메모리 사용 전 후의 효과
삼성 P560 모델(T9600,4GB DDR3,9600M GS)에서 사용한 결과
부팅 40-50초 전후에서 20-30초 전후로까지 줄어들었다.

## 터보메모리의 부작용/주의사항
- SSD를 사용하는 환경에서는 오히려 속도를 저하시킨다.
- 터보메모리의 용량/램의 용량이 많다고 가상메모리 기능을 없음으로 설정하면 정상동작하지 않는다.

## 같이 보기
- 윈도우 비스타
- 센트리노2
- 센트리노
- 노트북